# Condado de Lincoln (Georgia)
El condado de Lincoln (en inglés: Lincoln County), fundado en 1796, es uno de 159 condados del estado estadounidense de Georgia. En el año 2007, el condado tenía una población de 8098 habitantes y una densidad poblacional de 15 personas por km². La sede del condado es Lincolnton. El condado recibe su nombre en honor al general Benjamin Lincoln.

## Geografía
Según la Oficina del Censo, el condado tiene un área total de 666 km² (257,1 mi²), de la cual 547 km² (211,2 mi²) es tierra y 120 km² (46,3 mi²) (17.95%) es agua.

### Condados adyacentes
- Condado de Elbert (norte)
- Condado de McCormick (Carolina del Norte) (noreste)
- Condado de Columbia (sur)
- Condado de McDuffie (suroeste)
- Condado de Wilkes (oeste)

## Demografía
Según el censo de 2000,, los ingresos medios por hogar en el condado eran de $31 952, y los ingresos medios por familia eran $36 657. Los hombres tenían unos ingresos medios de $27 165 frente a los $21 338 para las mujeres. La renta per cápita para el condado era de $15 351. Alrededor del 15.30% de la población estaban por debajo del umbral de pobreza.

## Transporte

### Principales carreteras
- U.S. Route 378
- Ruta Estatal de Georgia 43
- Ruta Estatal de Georgia 47
- Ruta Estatal de Georgia 79

## Localidades
- Chennault
- Lincolnton